# アメリカオシ

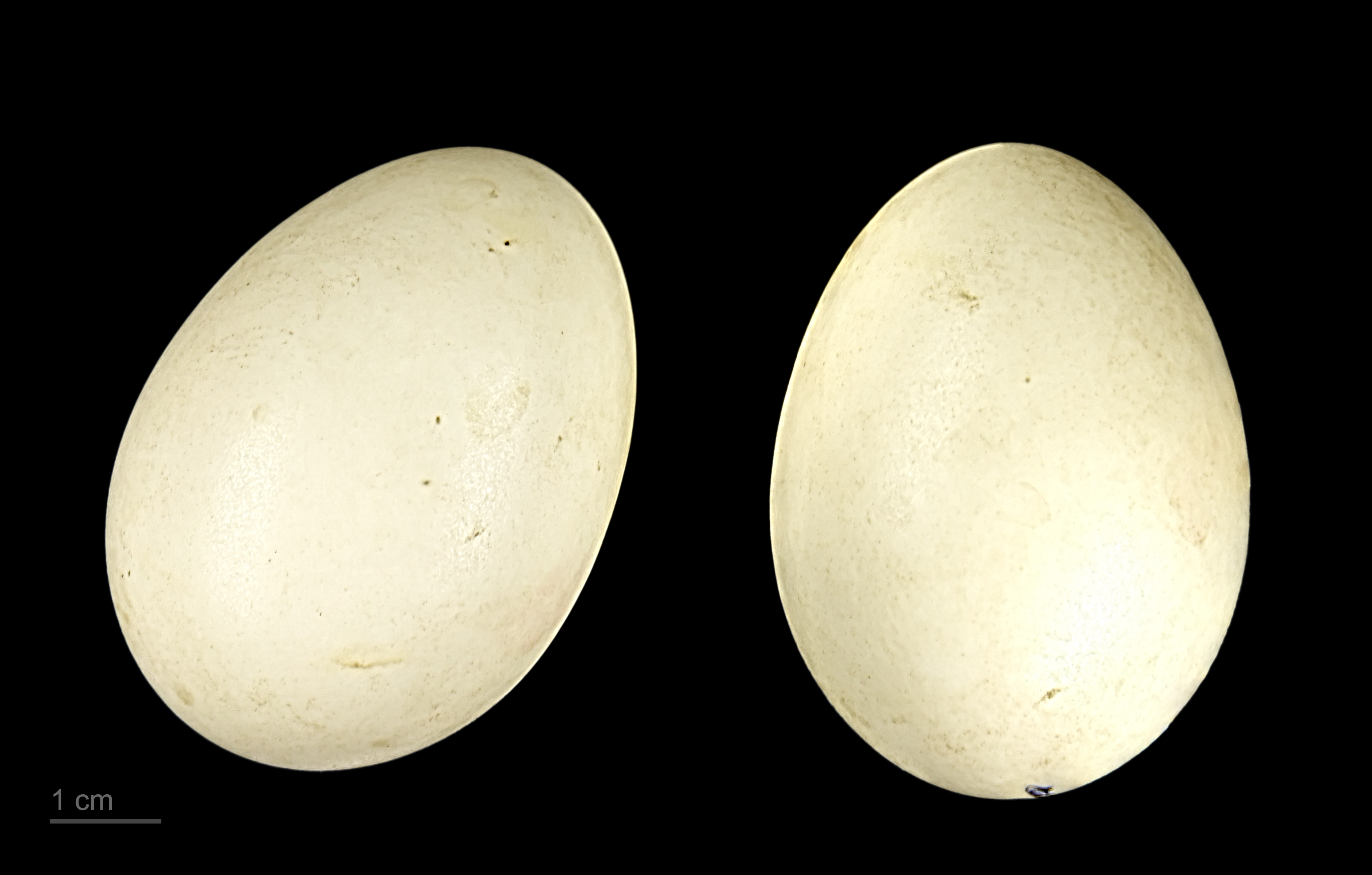
Aix sponsa

アメリカオシ（亜米利加鴛鴦、学名:Aix sponsa）は、カモ目・カモ科に分類される鳥の一種。北アメリカに分布するオシドリ属の鳥で、オシドリ同様オスは鮮やかな羽色を持つ。アメリカオシドリとも呼ばれる。

## 形態
成鳥は全長45cmほど。オス成鳥は頭部が光沢のある深緑色で、後頭部に冠羽が垂れ下がる。喉から目の前後に白い帯模様、後頭部から目に向かっても白い帯模様がある。他にも赤のアイリング、黄色で縁取られた赤いくちばし、茶色の胸、淡褐色の翼、翼と胸を仕切る白い帯、青緑色の背中など特徴的な羽色をしている。メスは頭部から背中にかけて青灰色、体側が灰褐色と白のまだら模様で、目には白いアイリングと後ろに続く白い線がある。オスメスとも腹は白く、脚は黄色である。

## 生態
非繁殖期には開けた湿地や湖沼にも現れるが、繁殖期には森林に囲まれた川や湖に移動する。おもに水草や植物の種子を食べる。
繁殖期にはオシドリ同様水辺近くの樹洞に営巣する。また、人間の設置した巣箱もよく利用する。メスは一度に9個-14個の卵を産むが、巣箱があまりに近いと隣の巣箱に産卵してしまい、一つの巣に40個もの卵が産みつけられた例もある。この際は孵化しなかった卵もあった。
メスは1羽だけで1ヶ月ほど抱卵する。ヒナは孵化後すぐにメスに従って巣から地上へ飛び降り、水辺まで歩く。ヒナの世話もメスだけが行い、生後40日ほどで巣立ちする。

## 分布

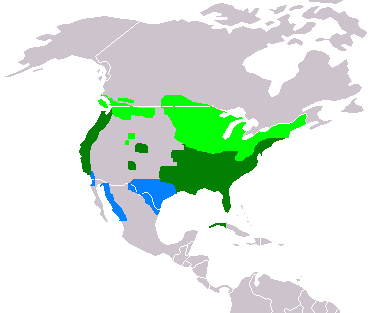
黄緑が繁殖地、青が越冬地、緑は1年中見られる地域

カナダ南部からアメリカ合衆国を経てメキシコまでの北アメリカ中部に分布するが、その分布はほぼロッキー山脈を境に東西に分断される。北部のものは冬になると暖地に移動するが、分布域の南部では渡りをしないものもいる。
なお、ヨーロッパや日本でも記録されるが、これは飼育個体が野生化したものである。

## 保護活動
アメリカオシの鮮やかな羽毛は古来から羽飾りや釣りの毛針に用いられ、狩猟の対象となっていた。さらに繁殖地の森林伐採、越冬地の湖や湿地などの開発も重なり、20世紀初頭には絶滅寸前にまで追い込まれた。しかし狩猟法改正や巣箱の設置などの保護が行われ、20世紀後半には個体数が回復した。もともと樹洞に営巣するため、巣箱をよく利用したことも幸いしたといわれる。